# Stéphane Guillaume
Stéphane Guillaume (Saint-Marc, 9 febbraio 1984) è un ex calciatore haitiano, di ruolo difensore.

## Caratteristiche tecniche
È un terzino destro.

## Carriera

### Club
Comincia a giocare in patria, all'Aigle Noir. Nel 2005 si trasferisce negli Stati Uniti, al Colorado Rapids. Nel 2006 viene acquistato dal Miami FC. Nel 2009 si trasferisce al Cleveland City Stars. Nel 2013 viene ingaggiato dal Fort Lauderdale Strikers, in cui milita fino al 2015.

### Nazionale
Ha debuttato in Nazionale nel 2003. Ha partecipato, con la Nazionale, alla Gold Cup 2007. Ha collezionato in totale, con la maglia della Nazionale, 29 presenze.